# Cratere Vālmiki
Vālmiki  è un cratere sulla superficie di Mercurio.